# 野添村
野添村（のぞえむら）はかつて岐阜県郡上郡に存在した村である。
現在の郡上市白鳥町野添に該当する。

## 歴史
- 1889年（明治22年）7月1日 - 町村制により、野添村発足。
- 1897年（明治30年）4月1日 - 那留村、六ノ里村、陰地村、西多村と合併し、牛道村発足。同日野添村廃止。